# Charles César Flahaut de La Billarderie
Pour les articles homonymes, voir Flahaut.
Charles César de Flahaut (né en 1669 et mort à Wissembourg en 1743), marquis de la Billarderie, est un officier général français.

## Biographie
Fils de César Flahaut (vers 1640, mort entre le 21 juillet 1692 et le 7 janvier 1693), seigneur de la Billarderie, lieutenant-colonel du régiment de cavalerie de St-Germain Beaupré, marié le 10 janvier 1665 (contrat) à Françoise de Gaude de Martaigneville, dame de Saint-Remy-en-l’eau en grande partie.
Successivement cornette de cavalerie (1684), capitaine (1686), brigadier (1709), puis lieutenant général des armées du roi (1734).
Grand Croix de l'ordre royal et militaire de Saint-Louis (1722). 
Son frère cadet était aussi lieutenant général des armées du roi, et grand croix de Saint-Louis.
Marié le 18 janvier 1723 à Odile de Cœuret, fille de Louis de Cœuret, seigneur de Nesles. 
Le marquis de la Billarderie eut trois fils, tous maréchaux de camp :
- Auguste Charles César de Flahaut de La Billarderie (10 avril 1724, Nesles-la-Vallée, près de Pontoise ; † 29 mai 1811, Saint-Remy-en-l'Eau), 2e marquis de la Billarderie, seigneur de Saint-Remy-en-l’Eau en Beauvaisis (Oise), maréchal de camp (1767), chevalier de Saint-Louis (1748), gouverneur de Saint-Quentin, marié le 16 novembre 1760 à Marie-Jeanne Françoise Richard de Pichon (4 mai 1739 ; † 24 septembre 1816, Saint-Rémy-en-l’Eau), fille de Brice Richard de Pichon (21 octobre 1698, Toul ; † 23 octobre 1769, Paris), seigneur de Livry, avocat au Parlement, puis fermier général.
  - D'où deux filles : Odile (1761 ; † ap. 1788), mariée en 1780 à Jean Baptiste (1746 ; † 1788), marquis de La Valette, et Marie Félicité (Paris, Saint-Sulpice, 26 ou 29 septembre 1766 ; † Versailles, 21 mars 1829), mariée en 1784 à Hippolyte de Capellis.
- Charles-François de Flahaut de La Billarderie (1726 ; † guillotiné 1793), comte de Flahaut, maréchal de camp, commandeur de Saint Louis, marié à Françoise-Louise Poisson (1724 ; † vers 1775), sœur de la marquise de Pompadour et du marquis de Marigny, puis, le 30 novembre 1779, à Adélaïde Filleul (1761 ; † 1836).
- Charles Claude Flahaut de La Billarderie, comte d’Angivillers (1730 ; † 1810), marié à Mlle de Laborde (fille du fermier général).

Ce fut Auguste Charles César de Flahaut, marquis de La Billarderie, qui succéda à Buffon en tant qu'intendant du Jardin du roi.
Armes Flahaut : « D’argent à trois merlettes de sable, deux et un. », famille du Boulonais.
Citée en 1393, filiation depuis Guillot Flahaut, seigneur de la Billarderie (vers 1524), marié à Marguerite de Blaisel († avant 1554).